# National Steel and Shipbuilding Company
National Steel and Shipbuilding Company, communément appelée NASSCO, est une entreprise de construction navale possédant quatre chantiers navals aux États-Unis (San Diego, Norfolk, Bremerton et Mayport). Il s'agit d'une division de General Dynamics. Elle possède une filiale, TIMSA, à Mexicali au Mexique. Le chantier naval de San Diego est spécialisé dans la construction de bateaux commerciaux et de navires auxiliaires pour l'US Navy et le Military Sealift Command ; c'est le seul chantier naval de nouvelle construction sur la côte ouest des États-Unis. NASSCO effectue des réparations et des conversions de navires pour la marine américaine dans les 4 sites du chantier naval ; San Diego, Norfolk, Bremerton et Mayport.